# Marek Wikiński
Marek Michał Wikiński (Sochaczew; 23 de Maio de 1966 — ) é um político da Polónia. Ele foi eleito para a Sejm em 25 de Setembro de 2005 com 8671 votos em 17 no distrito de Radom, candidato pelas listas do partido Sojusz Lewicy Demokratycznej.
Ele também foi membro da Sejm 1997-2001 e Sejm 2001-2005.